# Taxeotis perlinearia
Taxeotis perlinearia là một loài bướm đêm trong họ Geometridae.